# L'olio di Lorenzo
L'olio di Lorenzo (Lorenzo's Oil) è un film del 1992 diretto da George Miller con Nick Nolte e Susan Sarandon.
Tratto da una storia vera, narra la drammatica vicenda della famiglia Odone e della malattia del piccolo Lorenzo:  l'adrenoleucodistrofia.

## Trama
Nelle isole Comore, il piccolo Lorenzo Odone è un felice bimbo di cinque anni sino a quando, tornato negli Stati Uniti, si scopre che è affetto da una rarissima malattia degenerativa, l'adrenoleucodistrofia (ALD). La malattia colpisce le cellule cerebrali e i medici danno al bambino un massimo di due anni di vita. I genitori, Augusto e Michaela Odone, non si arrendono e cominciano a interessarsi alla malattia, diventando esperti a livello mondiale della patologia del figlio.
Dopo anni i genitori elaborano il cosiddetto Olio di Lorenzo, una miscela composta da olio d'oliva (acido oleico) e olio di colza (acido erucico), in grado di bloccare l'avanzamento della malattia. Tale miscela non ha tuttavia la capacità di porre rimedio ai gravi danni che la malattia aveva già procurato.

## Colonna sonora
Molto ricco e toccante il commento musicale, di cui è stata supervisore Christine Woodruff: oltre ai brani aggiuntivi composti da David Bergeaud, sono numerose le citazioni di autori classici, da Mozart a Mahler, in particolare italiani, come Verdi (La traviata e la Messa da requiem), Bellini (Norma), Donizetti (L'elisir d'amore) e il  Concerto in Re minore per oboe, archi e basso continuo di Alessandro Marcello.

## Riconoscimenti
- 1993 - Premio Oscar[4]
  - Nomination Miglior attrice protagonista a Susan Sarandon
  - Nomination Migliore sceneggiatura originale a George Miller e Nick Enright
- 1993 - Golden Globe[4]
  - Nomination Miglior attrice in un film drammatico a Susan Sarandon
- 1992 - New York Film Critics Circle Award[5]
  - Nomination Miglior attrice protagonista a Susan Sarandon